# Samooczyszczanie rzek
Samooczyszczanie wód - zjawisko fizyczno-biochemiczne, polegające na samoistnym zmniejszeniu się zanieczyszczeń wód. 
Występuje przede wszystkim w rzekach i następuje poprzez: 
- mineralizację,
- biodegradację,
- sedymentację,
- asymilację występujących w niej zanieczyszczeń organicznych.

## Procesy samooczyszczania
Samooczyszczanie wód przebiega w wodach atmosferycznych, powierzchniowych i podziemnych.
Efektem tego procesu jest zmniejszenie zanieczyszczenia antropogenicznego wód, następuje to poprzez rozkład substancji zanieczyszczających, ich rozcieńczenie, lub zatrzymanie przez środowisko skalne. Dzięki temu procesowi niewielkie porcje zanieczyszczeń są w naturalny sposób usuwane nie powodując szkód dla środowiska.
Mają na to wpływ procesy fizyczne i chemiczne. Do procesów fizycznych zaliczamy: rozcieńczania, koagulację, wytrącania i osadzania, adsorpcji i wymiany jonowej. Natomiast do procesów chemicznych możemy zaliczyć: utlenianie, redukcję, neutralizację, hydrolizę, hydratację.
Samooczyszczanie rzek to następujące po sobie liczne zmiany biologiczne i biochemiczne. Wyróżniamy tu następujące procesy: 
1) rozcieńczanie wód czystymi wodami, najczęściej są to dopływy podziemne, mieszanie i turbulacja
2) adsorpcja - czyli zatrzymywanie substancji chemicznej na granicy faz
3) aeracja - pobieranie tlenu przez wodę rzeczną
4) mineralizacja utlenianie związków chemicznych
5) sedymentacja zawiesin 
Zdolność rzeki do samooczyszczenia zależy przede wszystkim od:
- jej długości, czyli długości spływu wody,
- pionowych ruchów wody, które mają wpływ na dostęp tlenu,
- zróżnicowania mikrosiedlisk,
- roślinności na brzegach i w nurcie.

Patrząc na powyższe warunki sprzyjające temu procesowi możemy zauważyć, że dzika rzeka, której koryto jest nieuregulowane, z wieloma roślinami porastającymi jej brzegi, ma wielokrotnie większą zdolność do samooczyszczenia, niż rzeka uregulowana.
1) Rozcieńczanie zanieczyszczeń wodą odbiornika i mieszanie. Dopływy czystych wód gruntowych do zanieczyszczonego zbiornika powodują rozcieńczanie zanieczyszczenia, a tym samym do zmniejszenia stężenia zanieczyszczenia w danym zbiorniku. występuje najczęściej w wodach płynących i jest uzależnione od prędkości przepływu wody, i nie jest równomierne na wszystkich odcinkach rzeki. Ciągły przepływ wody powoduje ponadto lepsze natlenianie.
2) Adsorpcja - gromadzenie się substancji rozpuszczalnych w cieczy lub obecnych w fazie gazowej na powierzchni wód (np. ropa).
3) Aeracja - naturalne mieszanie się gazów, zachodzi najszybciej w wodach płynących.
4) Mineralizacja.
5) Sedymentacja zawiesin - proces opadania i odkładania się cząsteczek zanieczyszczeń w wodach m.in. w ściekach. W wyniku sedymentacji następuje całkowite rozdzielenie faz lub (w przypadku cząstek niewielkich) wytwarza się stan równowagi zwany równowagą sedymentacyjną. Poziom zanieczyszczeń zmniejsza się w wyniku opadania zawiesin na dno zbiornika. Proces ten występuje najczęściej w zbiornikach wód stojących lub o słabym przepływie wody.
Opadanie zawiesin na dno zbiornika powoduje spadek mętności wody.

## Biologiczne usuwanie zanieczyszczeń w przyrodzie
Biologiczne usuwanie zanieczyszczeń jest najważniejszą częścią samooczyszczania.
wyróżnia się tu następujące procesy:
- biokumulacja,
- biosorpcja,
- mineralizacja,
- immobilizacja,
- adsorpcja,
- wymiana substancji między dnem i wodą,
- wymiana substancji lotnych pomiędzy wodą a atmosferą.